# Costalimaspis eugeniae
Costalimaspis eugeniae (лат.) — вид полужесткокрылых насекомых-кокцид подсемейства Ancepaspidinae из семейства щитовки (Diaspididae).

## Распространение
Южная Америка: Бразилия (Espirito Santo, Rio de Janeiro, Sao Paulo).

## Описание
Мелкие щитовки (длина взрослой особи менее 1 мм). Самка чёрная и блестящая, выпуклая. Питается на растениях из семейства миртовые (Myrtaceae): Eugenia и Siphoneugena reitzii.

## Классификация
Вид был впервые описан в 1937 году. Первоначально род Costalimaspis рассматри вался близким к роду Gymnaspis. Позднее они были разведены по разным трибам и подсемействам, Ancepaspidinae (Costalimaspis) и Aspidiotinae (Gymnaspidini), соответственно.